# Bror Färe

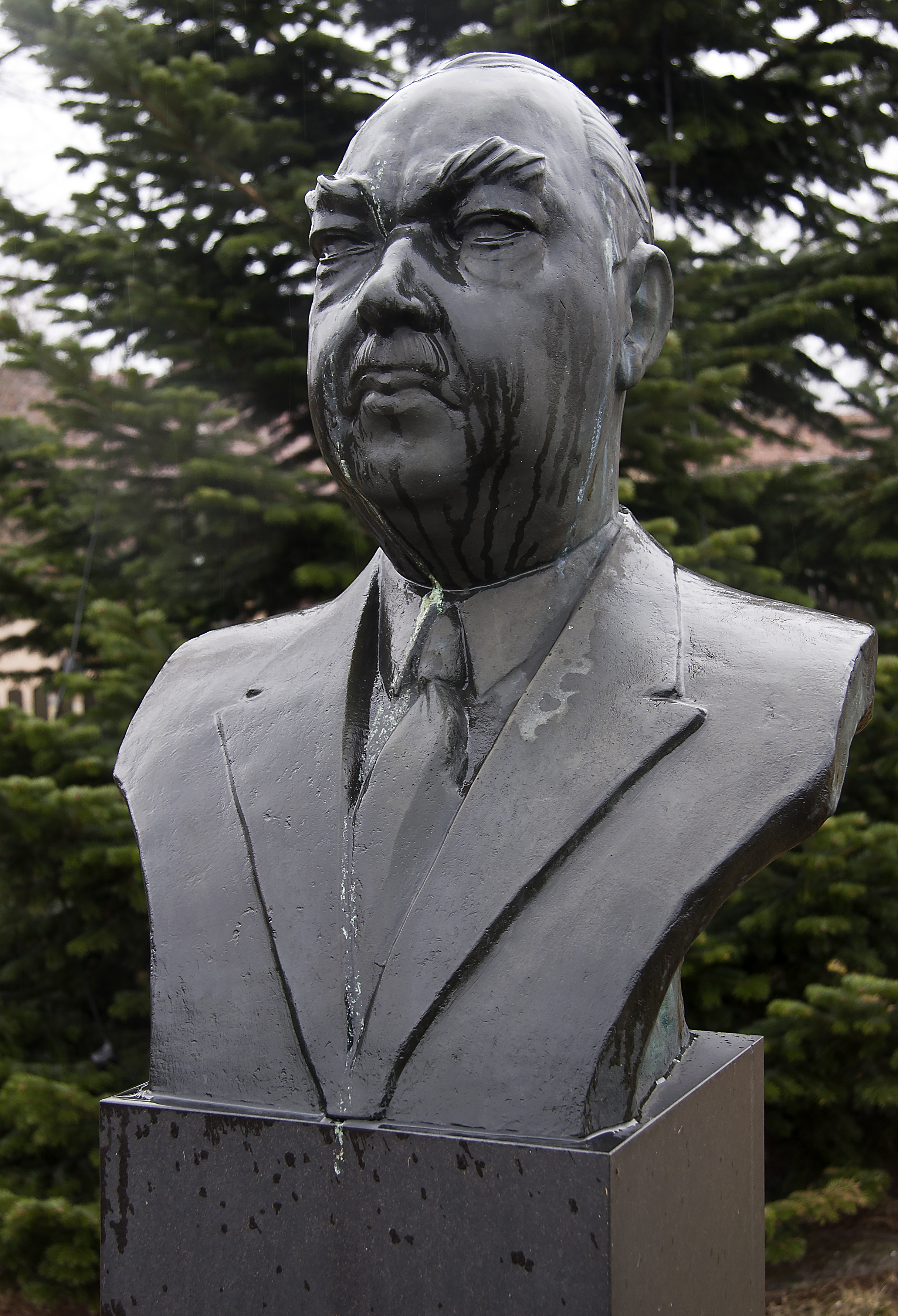
En staty av Bror Färe, Sibbhults kyrka

Bror Knut Färe, född Carlsson  11 april 1888 i Moheda församling, Kronobergs län, död 15 juli 1963 i Sibbhult, Hjärsås församling, Kristianstads län, var en uppfinnare och företagsledare som byggde upp AB Färe Armaturfabrik.
Han gifte sig med Adelina år 1916 och tillsammans adopterade de dottern Anna-Lisa år 1918. De skildes senare och Bror gifte om sig 1938 med Lilly Scander från Göteborg och i samband med bröllopet tog makarna namnet Färe. Bror Färe anlände till Sibbhult den 17 juli 1920 som ansvarig för Färe Glasbruks metallavdelning.
År 1930 började fabriken tillverka vattenpumpar. Bror Färe engagerade sig stort i Sibbhults utveckling. Han såg till att bilda en idrottsförening 1929 där man kunde ägna sig år friidrott, fotboll, brottning och boxning.
Hans fabriker och gjuterier i Sibbhult växte och han grundade verksamheter i både Lönsboda och i Osby. Han blev kommendör av Vasaorden 1957. Bror Färe är begraven på Hjärsås nya kyrkogård